# Migennes (tổng)
Tổng Migennes là một tổng của Tỉnh của Yonne.

## Phân chia hành chính
Tổng Migennes bao gồm các xã:
- Bassou;
- Bonnard;
- Brion;
- Charmoy;
- Chichery;
- Épineau-les-Voves;
- Laroche-Saint-Cydroine;
- Migennes.

## Hành chính
| Ngày bầu  | Tên                     | Tư cách                          |
| --------- | ----------------------- | -------------------------------- |
| 1995-2001 | François MEYROUNE (PCF) | Thị trưởng Migennes              |
| 2001-2008 | François BOUCHER (UMP)  | Thị trưởng Migennes              |
| 2008-2014 | François BOUCHER (UMP)  | Ủy viên hội đồng đô thị Migennes |